# Vrede van Füssen
De Vrede van Füssen werd getekend op 22 april 1745 in Füssen tussen Oostenrijk en het Keurvorstendom Beieren. Dit verdrag werd getekend tijdens de Oostenrijkse Successieoorlog en beëindigde het conflict tussen de twee partijen.

## Achtergrond
Na de dood van keizer Karel VI legden Frederik II van Pruisen en Karel VII van Beieren de Pragmatieke Sanctie naast zich neer en brak de Oostenrijkse Successieoorlog uit. Frederik veroverde Silezië en Karel werd tot keizer gekroond. Na de plundering van München (1744) en de dood van Karel VII (20 januari 1745) was Beieren bereid de Vrede van Füssen te ondertekenen.

## Bepalingen
Het verdrag bevatte 17 artikels, twee afzonderlijke artikels en een geheime verzachtende clausule.
- Beieren liet haar troonpretenties varen en aanvaardde de Pragmatieke Sanctie.
- Oostenrijk vroeg geen oorlogsvergoeding, trok zich terug uit het Beierse grondgebied en erkende Maximiliaan III Jozef  als opvolger van Karel VII.
- De keurvorstdommen Beieren, Paltsgraafschap aan de Rijn en Keulen ondersteunden de kandidatuur van Frans I Stefan, de man van Maria Theresia van Oostenrijk, als nieuwe keizer van het Heilig Roomse Rijk